# Frederik Carl de la Pottrie
Frederik Carl de la Pottrie var en dansk diplomat af fransk afstamning.
Han var søn af Ferdinand Vilhelm du Val de la Pottrie, en eksileret huguenot, var kammerjunker og sekretær for den danske gesandt i Haag, Frédéric de Cheusses, og var fra 20. juni 1771 til 13. marts 1772 akkrediteret som dansk ministerresident i Haag, indtil Hans Adolph Ahlefeldt tiltråde som gesandt.